# Tiszaadony
Tiszaadony is een plaats (község) en gemeente in het Hongaarse comitaat Szabolcs-Szatmár-Bereg. Tiszaadony telt 728 inwoners (2001).